# Vejen (plaats)
Vejen is een plaats in de Deense regio Zuid-Denemarken, gemeente Vejen. De plaats telt 9853 inwoners (2020). Het is de hoofdplaats van de gelijknamige gemeente.

## Oude dorp

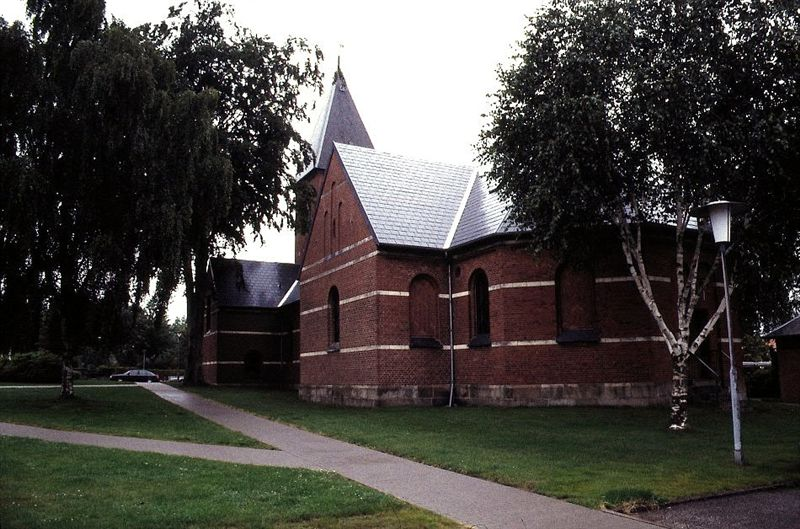
kerk

Vejen is oorspronkelijk een klein landelijk kerkdorp. De parochie had oorspronkelijk een granieten kerkje in romaanse stijl. Deze is in 1896 gesloopt om plaats te maken voor een bakstenen gebouw in neoromaanse stijl. Van de oude kerk resteert alleen het  wapenhuis dat dienstdoet als lijkenhuis op het kerkhof.

## Stationsby

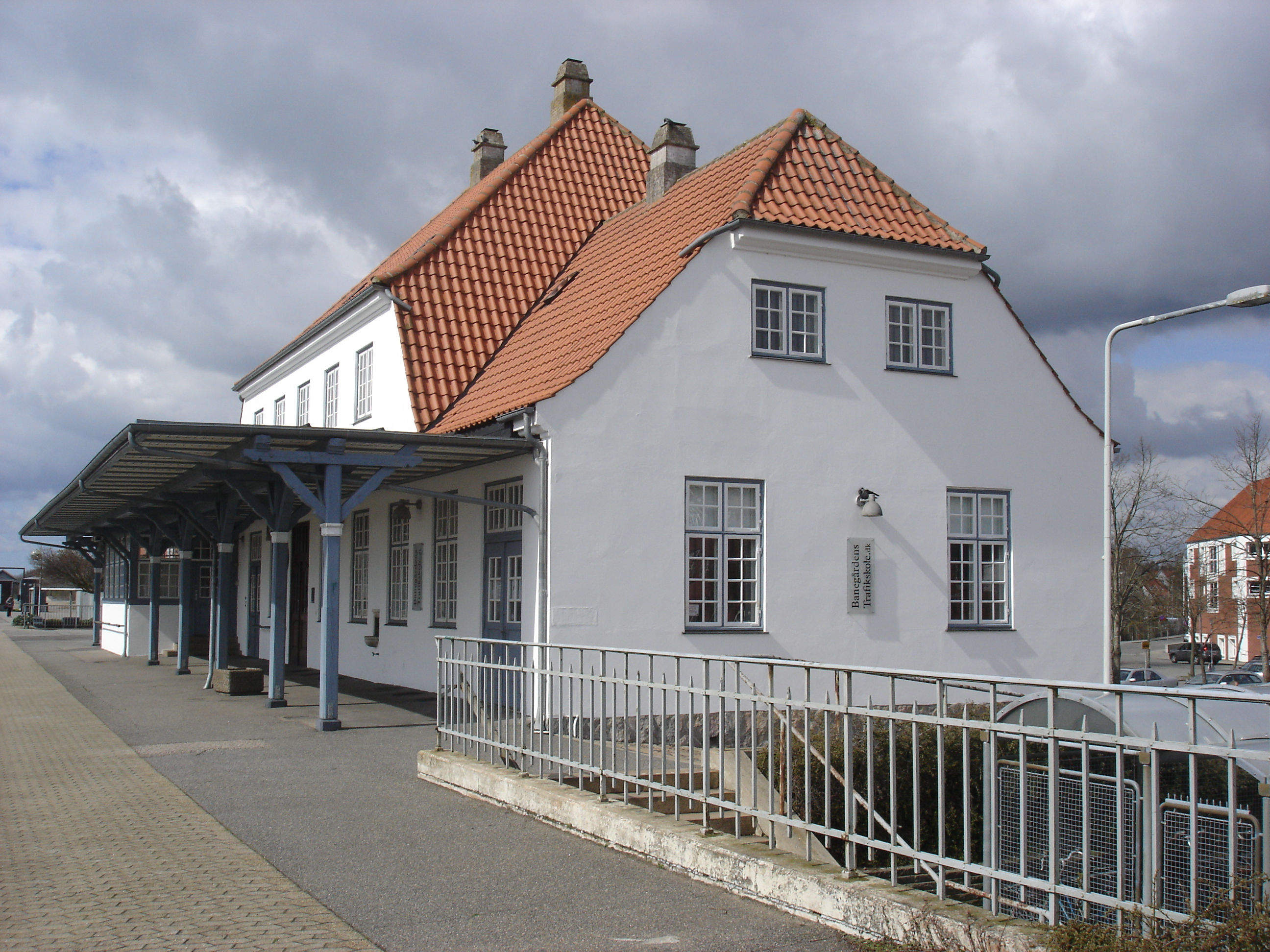
station

Hoewel een van de oudste routes van het land, de Hærvejen langs het dorp loopt is pas na de aanleg van het spoor het dorp gaan groeien. Vejen is dan ook een duidelijk voorbeeld van wat in Denemarken een stationsby wordt genoemd. Een landelijk dorp dat een tweede, grotere, kern ontwikkelt in de buurt van het station.
Vejen ligt niet alleen aan het spoor, maar ook aan een van de belangrijkste autoroutes, de E20, de hoofdroute van Esbjerg aan de westkust naar de hoofdstad Kopenhagen.
- Gemeinsame Normdatei: 4587307-0
- Library of Congress Control Number: n98068183
- MusicBrainz: f3c4fd5c-d21e-4126-b5ee-2d8154592f14
- Nationale Bibliotheek van Israël: 987007538073305171
- Virtual International Authority File: 123334461
- WorldCat: E39PBJmhVGfFtHYqt8gKMjdG73